# 薛季昌
薛季昌，漢州綿竹（今屬四川）人。
出身官宦世家，前往青城、南嶽，師從司馬承禎。承禎授以《三洞秘錄》，季昌勤學苦練，道行日高，人稱“薛天師”。深受唐玄宗寵愛，呼為道兄，封天師。不久即還山，玄宗賦詩《送道士薛季昌還山》贈之。隱居華蓋峰。撰《玄微論》三卷。